# ورم وعائي حديثي الولادة
ورم وعائي حديثي الولادة الحميد (بالإنجليزية: Benign neonatal hemangiomatosis)‏ هو حالة جلدية نادرة تظهر في الطفولة مع أورام حميدة متعددة تسمى الأورام الوعائية الطفولية، ولكن بدون أورام وعائية في الأعضاء الأخرى.